# Il super-baby
Il super-baby è un romanzo dello scrittore Ferdinando Camon, pubblicato nel 1991. Nello stesso anno il libro ha vinto il Premio Procida-Isola di Arturo-Elsa Morante. Il super-baby venne pubblicato da Rizzoli e non da Garzanti, casa editrice che aveva dato alle stampe tutti i libri di Camon nel ventennio precedente. La capo-ufficio stampa della Garzanti, Anna Drugman, era passata alla Rizzoli, e Camon la seguì.

## Trama
Il romanzo è narrato in prima persona da Lino ed è costituito di tre parti.
Premessa - Lino e Virginia sono sposati e si dedicano con estrema dedizione all'attività sessuale, per riuscire ad avere un figlio. Il baby non arriva per lunghi anni, finché ecco il miracolo: Virginia è in attesa. E gli promette un figlio genio.
Prima parte - Lino e la Virginia sono due studenti padovani di giurisprudenza. Lei è molto in gamba e sembra mangiarsi esami e professori, mentre lui è molto intimidito e anche depresso perché il Professor Treccani lo boccia costantemente all'esame di Procedura Civile. A nulla servono gli incoraggiamenti e oltretutto la sorte di Lino è la più comune nell'ateneo padovano, la Virginia invece fa eccezione. Un giorno però lei trova un annuncio su un giornale: si offre una camera con bagno gratuitamente a uno studente di legge, nato il giorno di Natale e chiamato Natale. È il caso di Lino che viene quasi obbligato a rispondere all'annuncio.
L'appartamento è a Ferrara, città dell'inserzionista. Lino si presenta all'appuntamento che gli è stato fissato e trova una deliziosa coppia di signori anziani, pronti a portarlo a cena, a mettergli a disposizione una splendida camera, nonché i servigi del loro cameriere, che gli si rivolge chiamandolo Signorino. Il trasferimento di Lino è particolarmente benefico per lo studio: si laurea con il punteggio di 110 e ringrazia con il cuore tutti, compresi altri studenti che, essendo stati chiamati Natale per essere nati il giorno di Natale, lo hanno preceduto nella stanza sita in quella residenza da favola.
Seconda parte - Gli anni sono passati e la coppia non riesce ad avere figli, quando finalmente la Virginia annuncia non solo di essere incinta, ma anche che partorirà un genio. Ha trovato infatti un centro americano che si occupa di formare le gestanti in modo da partorire a loro tempo dei bambini superdotati, perché esposti a sollecitazioni opportune, atte a sviluppare in loro ogni lato fisico e intellettuale all'insegna del successo e dell'eccezionalità. Lino è titubante, ma lei ha come sempre la meglio e lo trascina con sé al centro. Qui, in mezzo ad altri futuri padri, il giovane assiste a tutta la formazione: in acqua per favorire il benessere del parto e in aulette confortevoli per l'apprendimento prenatale di matematica inglese eccetera. Soprattutto assiste al continuo bombardamento, simile a un lavaggio del cervello cui sono sottoposte le donne, tanto esagerato da suscitare qualche reazione spiacevole tra i padri, convinti in genere di essere imboniti e strumentalizzati. Infatti tutto ruota intorno a madre e nascituro, senza che il padre sia invitato ad alcuna attività, tranne che al momento del parto, al quale dovrà assistere.
Lino si sente sempre più emarginato e comincia a pensare alla moglie come ai due Virginia. L'addestramento continua ad ogni ora del giorno e della notte con canti infantili in tutte le lingue (anche se il tedesco è stato bollato come terrorizzante e il russo e il cinese sono banditi a priori). In mancanza di meglio, si dedica a pensare a quanti spermatozoi vanno sprecati per selezionare un solo bimbo e il calcolo lo fa rabbrividire. Arriva il 24 dicembre, manca ancora un mese al parto di Virginia, tuttavia lei si sente in preda alle contrazioni e Lino la porta premurosamente al Centro. Poi viene lasciato completamente solo. Irritato e preoccupato, non fa che ripercorrere i locali del Centro e quando trova un custode apprende che Virginia non era affatto incinta e gli sarà presto restituita. Sono cose che succedono, del resto mai si sono visti al Centro medici ed esami clinici.
Terza parte - La Virginia non ha perso la fiducia nel Centro, nonostante il terribile smacco, su cui i coniugi non discutono mai. C'è ancora una speranza: partire per l'America e farsi fecondare tramite una banca di liquido seminale raccolto tra i massimi campioni dell'umanità: musicisti, artisti, premi Nobel e sportivi. In questo caso, non è necessaria la preparazione, dato che l'eredità genetica immessa nella donna ha già quanto serve per riuscire nell'intento. Eppure, una volta fecondata, la Virginia non è affatto felice, perché sente di aver subito un'intrusione, sia pure da lei stessa consentita. In brevissimo tempo arriva a odiare la presenza che sta in lei e recide il legame grazie alla clinica ostetrica più vicina. Poco dopo, mentre sfoglia una rivista, si rivolge a Lino chiedendogli se per lui siano più belli i bimbi brasiliani o quelli peruviani: lei ha deciso per il Brasile e gli mostra un piccino bellissimo.

## Personaggi
- Lino (Natalino Semenzato), dapprima è uno studente dell'Università di Padova, dove studia (senza mai superare un certo esame) Giurisprudenza, per fare il notaio. Fidanzato con Virginia, diventa presto suo marito.
- Virginia detta sempre la Virginia, giovane studentessa di Giurisprudenza a Padova, senza problemi a superare gli esami, poi moglie di Lino.
- Avvocato Seminara, padre della Virginia.
- Natale Corona e Signora, coppia di gentili anziani signori di Ferrara; danno a Lino, come ad altri studenti prima di lui, la possibilità di studiare in città a loro spese di vitto e alloggio. Condizione: che il prescelto si chiami Natale e che sia nato il giorno di Natale, che studi legge.

## Edizioni
- Ferdinando Camon, Il super-baby, Rizzoli, Milano 1991
- Ferdinando Camon, Il super-baby, postfazione di Giuliano Gramigna, Garzanti, Milano 2000